# Manatt, Phelps & Phillips
Manatt, Phelps & Phillips LLP è uno studio legale con base a Los Angeles, fondato nel 1965. Con otto uffici negli Stati Uniti (Los Angeles, San Francisco, New York, Washington, Contea di Orange, Palo Alto, Sacramento, Albany) e più di 400 avvocati e professionisti al suo seguito, MPP è considerata una delle società di migliore qualità della nazione nel proprio campo coprendo varie discipline, tra cui: fusione e acquisizione, mercato del capitale, assistenza sanitaria, contenzioso, beni immobili e uso del territorio, proprietà intellettuale, energia e risorse naturali.
William T. Quicksilver è a capo dell'esecutivo dell'azienda, nonché socio dirigente.
La Manatt lavora anche sotto il titolo ManattJones Global Strategies, con il quale si occupa di offrire ulteriori servizi alla propria clientela internazionale, tra i quali la consulenza per enti pubblici e privati. Essa ha sedi anche fuori dalla Nazione, a Città del Messico e San Paolo. L'affiliata internazionale è stata fondata da James R. Jones, ex membro del Congresso proveniente dall'Oklahoma e ambasciatore in Messico.

## Storia
La Manatt, Phelps & Phillips fu fondata nel 1965 da Charles Taylor Manatt, ex ambasciatore statunitense per la Repubblica Dominicana, e da Thomas Phelps, un bancario e avvocato specializzato nella finanza. Alcuni anni dopo la fondazione, nel 1977, L. Lee Phillips, un avvocato specializzato nel settore dell'intrattenimento, entrò a far parte dello studio come socio e divenne subito una figura di rilievo.
Nel 2008, la società si è unita con la Steefel, Levitt & Weiss per espandere la propria presenza a San Francisco.

## Clienti famosi
- Pubblicità: Diageo, Coca Cola Company. Yahoo!
- Settore bancario: Comerica Bank, U.S. Bancorp, HSBC Bank USA
- Servizi di consumo: AT&T, Hilton Hotels Corporation, Time Warner
- Energia: Sun Edison, British Petroleum, AES Corporation
- Intrattenimento: Sony Pictures Entertainment, Concord Records, The Eagles
- Servizi di credito e finanza: Credit Suisse, Deutsche Bank, FBR Capital Markets, Morgan Stanley, Draper Fisher Jurvetson Funds
- Sanità: Pfizer, Cedars Sinai Medical Center, Blue Cross, Blue Shield Association and Bayer
- Estradizioni: vedi caso Coke